# Víctor Raúl (Huancabamba)
Víctor Raúl es un caserío peruano ubicado en el distrito de Huarmaca, perteneciente a la provincia de Huancabamba del departamento de Piura, al norte del Perú. 

## Ubicación
Víctor Raúl se ubica al oeste de la provincia de Huancabamba, en el distrito de Huarmaca, en el departamento de Piura.

## Demografía
En 2017 Víctor Raúl tenía una población de 215 habitantes.
| Gráfica de evolución demográfica de Víctor Raúl entre 1993 y 2017 |
|                                                                   |
| Fuentes: Población 1993 y 2017                                    |